# Argia frequentula
Argia frequentula е вид водно конче от семейство Coenagrionidae. Видът не е застрашен от изчезване.

## Разпространение
Разпространен е в Белиз, Гватемала, Коста Рика, Мексико (Веракрус, Гереро, Кинтана Ро, Морелос, Оахака, Пуебла, Сан Луис Потоси, Табаско и Чиапас), Никарагуа, Панама и Хондурас.

## Описание
Популацията на вида е стабилна.